# Parastivalius serus
Parastivalius serus är en loppart som beskrevs av Mardon 1978. Parastivalius serus ingår i släktet Parastivalius och familjen Stivaliidae. Inga underarter finns listade i Catalogue of Life.